# Rouge Venise
Pour plus de détails, voir Fiche technique et Distribution.
Rouge Venise est un giallo franco-italien réalisé par Étienne Périer et sorti en 1989.

## Synopsis
Pendant le carnaval de Venise en 1735, un jeune avocat, Carlo Goldoni, tente de monter sa première pièce de théâtre, mais ses mécènes sont assassinés les uns après les autres.
Le tueur est masqué et laisse sur chaque victime un mouchoir rouge. La ville est en panique et le Grand Inquisiteur met tout en œuvre pour retrouver le meurtrier. Malheureusement, toutes les victimes semblent avoir un lien avec Goldoni.
Grâce à ses deux amis, le peintre encore méconnu Giambattista Tiepolo et le compositeur Antonio Vivaldi, Goldoni va mener l'enquête sur l'homme au mouchoir rouge et tenter de prouver son innocence.

## Fiche technique
- Titre original français : Rouge Venise
- Titre italien : Venezia rosso sangue ou Piccoli delitti veneziani
- Réalisation : Étienne Périer
- Scénario : Matthew Pollack, Luciano Vincenzoni, d'après l'œuvre de Georges Garone
- Photographie : Marcello Gatti
- Musique : Antonio Vivaldi
- Montage : Noëlle Balenci
- Genre : giallo, drame, musical
- Durée : 120 minutes
- Pays de production :  France,  Italie
- Date de sortie:
  - France : 20 septembre 1989

## Distribution
- Vincent Spano : Carlo Goldoni
- Wojciech Pszoniak : Antonio Vivaldi
- Isabel Russinova : Nicoletta
- Massimo Dapporto : Giambattista Tiepolo
- Victor Lanoux : le grand inquisiteur
- Andréa Ferréol : Princesse Hortense
- Yorgo Voyagis : Torelli
- Catherine Lachens : La Giro
- Valérie Mairesse : Célia
- Galeazzo Benti : Silvio Conio
- Stéphane Bierry : secrétaire de l'inquisiteur
- Alain Doutey : Pisani
- Urbano Barberini : le Sigisbee
- Etienne Périer : Chiari